# カラスシキミ
カラスシキミ（烏樒、学名：Daphne miyabeana）はジンチョウゲ科ジンチョウゲ属の常緑小低木。有毒植物。

## 特徴
高さは1mほどになる。枝はまばらに分枝し、濃紫褐色で無毛、若い枝は緑色で有毛。葉は互生し、薄い革質、形は倒披針形で長さ4-12cm、幅1-2.5cm、先端はとがり、基部は長いくさび形になる。葉の縁は全縁で、表面は光沢を持ち、裏面の主脈がいちじるしく隆起する。葉柄はほとんどない。
雌雄異株。花期は6月、花は白色で、枝先に短い総状花序を出し、4-11個の花をつける。花弁にみえるのは萼裂片で、萼筒は肉質で長さ5mmになり、先が4裂し、長さ2mmの裂片は開出する。花柄は花後数年間は枝に残る。雄蕊は8個。子房は無柄で楕円形になり、花柱はほとんどなく、柱頭は円盤形になる。果期は7-8月、径8mmほどの球状楕円形の果実をつける。果実は液果で赤く熟す。

## 分布と生育環境
日本固有種。北海道、本州（鳥取県大山以東の日本海側）、隠岐島に分布し、やや高地の山林の林床に生育する。

## ギャラリー
- 花序
- 果実
- 花後、枝に残る花柄